# Ole Berggreen
Ole Berggreen född 22 januari 1919, död 14 december 2005, var en dansk regissör och manusförfattare.

## Regi i urval
- 1943 – En pige uden lige (baserad på Bröderna Östermans huskors)
- 1960 – Eventyrrejsen
- 1961 – Eventyr på Mallorca
- 1965 – Er det så svært?

## Filmmanus i urval
- 1948 – Hvor kunde og sælger mødes
- 1954 – Er De med?
- 1957 – Hvor går Karl hen?
- 1961 – Eventyr på Mallorca
- 1963 – Husk postdistrikt